# Wampyr
Wampyr (Martin) è un film horror del 1977 scritto e diretto da George A. Romero. Interpretato da John Amplas, il film narra la storia di un ragazzo problematico che crede di essere un vampiro.
Romero ha dichiarato che Wampyr è il suo preferito tra tutti i suoi film. La pellicola vede inoltre Romero collaborare per la prima volta con il creatore di effetti speciali Tom Savini.

## Trama
Il giovane Martin vive insieme allo zio e ad una cugina nella morente cittadina di Braddock, in Pennsylvania. Il ragazzo usa delle siringhe piene di narcotico per sedare delle donne e berne il sangue dopo averne inciso i polsi con una lametta. Suo zio si convince che Martin è un vampiro...

## Produzione
Romero scrisse la sceneggiatura di Wampyr basandosi sui mostri letterari e sul loro orientamento nella cultura; parlandone, disse:
Il personaggio di Martin venne inizialmente pensato come un uomo anziano ed un vero vampiro. Quando Romero vide Amplas in una produzione di Philemon a Pittsburgh, decise di riscrivere la parte per adattarla ad Amplas e poterlo così scegliere per il ruolo.
Il film fu girato con un budget di circa 250.000 dollari. Molti dei membri del cast di supporto erano amici e familiari del regista. Il film venne girato nel sobborgo di Pittsburgh di Braddock, Pennsylvania, durante l'estate del 1976. Il produttore Rubinstein riconosce che, laddove aveva indicato un budget di 250.000 dollari, il budget effettivo fu di soli 100.000 dollari, ma non voleva che nessuno pensasse di poter commissionare un film per 100.000 dollari, quindi gonfiò la cifra fino a quella che stimava sarebbe stata una cifra ragionevole e indipendente.
Il montaggio originale del film durava circa 2 ore e 45 minuti. Romero, che girò il film su pellicola a colori, inizialmente voleva che il film fosse in bianco e nero e ne discusse con il produttore Richard Rubinstein. La versione finale del film è a colori, con solo le sequenze dei flashback di Martin in bianco e nero.

## Distribuzione

### Cinematografica
Wampyr fu presentato in anteprima al Festival di Cannes del 1977 nella speranza di assicurarsi un distributore, e più tardi nello stesso anno fu mostrato all'Edinburgh Film Festival. La Libra Films International acquistò i diritti di distribuzione del film distribuendolo limitatamente negli Stati Uniti il 10 maggio 1978 nella sola area di Washington, D.C..
Come già successo per Zombi, anche Martin fu montato per il mercato europeo da Dario Argento e distribuito nel 1978 con il titolo di Wampyr e le musiche originali sostituite da brani dei Goblin. Wampyr è disponibile solamente in versione doppiata in italiano.

### Home media
Negli Stati Uniti, il film è stato distribuito in DVD dalla Anchor Bay Entertainment. Il film è stato ripubblicato in DVD il 9 novembre 2004 dalla Lionsgate. Nel Regno Unito, è stato distribuito dalla Arrow Video in un confanetto di due DVD il 28 giugno 2010. Nell'aprile 2021, la Second Sight Films ha annunciato che era in corso un restauro 4K del film. Le edizioni Blu-ray e 4K Ultra HD sono state infine distribuite nel Regno Unito il 27 marzo 2023.

## Accoglienza

### Critica
Sul sito Rotten Tomatoes, Wampyr ha un indice di gradimento del 90%, basato su 40 recensioni, ed una valutazione media di 7,5/10. 
Dopo la morte di Romero, Ben Sachs del The Chicago Reader scrisse del film definendolo "forse il più emozionante della carriera di Romero."
Jez Winship ha scritto una monografia intitolata Martin pubblicata dalla Electric Dreamhouse che presenta un'analisi del film .

## Rifacimento
Nel maggio 2010 fu annunciato che il produttore Richard P. Rubinstein si sarebbe occupato della realizzazione di un remake di Wampyr.